# Boca Juniors de Futebol de Areia
O Boca Juniors é um dos clubes que praticam o futebol de areia na Argentina. O clube participou do I Mundialito de Clubes em 2011.

## História
O Boca jogou o I Mundialito de Clubes em 2011, mas o mundial foi frustrante para os argentinos já que ficaram na última colacação do grupo B, perdendo todos os seus jogos e a classificação.